# Володіна Інна Лазарівна
Інна Лазарівна Володіна (нар. [[[1971]] року) — українська викладачка, учителька фізики та інформатики, авторка навчальної та методичної літератури, громадська діячка, Заслужений вчитель України (2010).

## Біографія
Народилася 1971 року. 
З 2004 по 2018 роки — викладач фізики та інформатики Києво-Печерського ліцею № 171 «Лідер».
З 2017 року — засновниця та директор з розробки навчальних продуктів компанії «ЯвКурсі».
З 2020 року — засновниця та заступник голови правління Міжнародного інституту інновацій.

## Творчий доробок
Є автором курсу інформатики для 7-9 класів загальноосвітніх навчальних закладів України: «Основи інформатики. 7-9 клас».
У 2017 році Інна Лазарівна стала співзасновником і директором з розробки навчальних продуктів першого в Україні центру підготовки до ЗНО за технологією змішаного навчання (Blended Learning) «ЯвКурсі» 
. 
У 2020 році з командою «ЯвКурсі» за підтримки ГО «Міжнародний інститут інновацій» започаткувала соціальний проєкт «Пробне ЗНО.Онлайн»
.
Проєкт «Пробне ЗНО.Онлайн» був звинувачений у махінаціях
.
З 2021 року до проєкту приєдналася компанія ExamSoft (Даллас, США) і забезпечила можливість проведення «Пробного ЗНО.Онлайн» із застосуванням технологій штучного інтелекту для отримання максимально об’єктивних результатів онлайн-екзамену
.

## Нагороди
- Заслужений вчитель України (29 вересня 2010) — За значний особистий внесок у розвиток  національної  освіти,

підготовку  кваліфікованих фахівців,  багаторічну плідну наукову і педагогічну діяльність, високий професіоналізм,

## Публікації
- Інформатика-7 [Текст]: перше ознайомлення з новим підручником / Ю. Дорошенко, І. Володіна, В. Володін // Інформатика та інформаційні технології в навчальних закладах : Науково-методичний журнал. — 2006. — N 6. — С. 111-119. ББК 74.263.2
- Інформатика-7 [Текст]: продовжуємо ознайомлення з новим підручником / І. Володіна, Ю. Дорошенко, В. Володін // Інформатика та інформаційні технології в навчальних закладах : Науково-методичний журнал. — 2007. — N 1. — С. 101-107. ББК 74.263.2
- Інформатика-7 [Текст]: продовжуємо ознайомлення з новим підручником / І. Володіна, В. Володін, Ю. Дорошенко // Інформатика та інформаційні технології в навчальних закладах : Науково-методичний журнал. — 2007. — N 2. — С. 99-108. ББК 74.263.2
- Програма курсу "Основи інформатики. 7 клас" [Текст] / І. Володіна, В. Володін, Ю. Дорошенко // Інформатика та інформаційні технології в навчальних закладах : Науково-методичний журнал. — 2007. — N 4. — С. 18-44. ББК 74.263.2
- Основи інформатики. 7 клас [Текст]: експериментальний навчальний посібник / І. Л. Володіна, В. В. Володін, Ю. О. Дорошенко, Ю. О. Столяров — Харків : Гімназія, 2009. — 383 с. — ISBN 978-966-8319-84-6
- Основи інформатики. 8 клас [Текст]: навчальний посібник / І. Л. Володіна, В. В. Володін, Ю. О. Столяров — Харків : Гімназія, 2009. — 351 с. — ISBN 978-966-474-032-3
- Основи інформатики. 9 клас. Частина 1 [Текст]: навчальний посібник / І. Л. Володіна, В. В. Володін — Харків : Гімназія, 2009. — 319 с. — ISBN 978-966-474-052-1
- Основи інформатики. 9 клас. Частина 2 [Текст]: навчальний посібник / І. Л. Володіна, В. В. Володін — Харків : Гімназія, 2010. — 351 с. — ISBN 978-966-474-053-8
- Інформатика. 9 клас [Текст]: підручник для загальноосвітніх навчальних закладів / І. Л. Володіна, В. В. Володін — Харків : Гімназія, 2009. — 383 с. — ISBN 978-966-474-047-7
- Інформатика. 10 клас. Частина 1 [Текст]: підручник для загальноосвітніх навчальних закладів, рівень стандарту / І. Л. Володіна, В. В. Володін — Харків : Гімназія, 2010. — 351 с. — ISBN 978-966-474-110-8
- Інформатика. 10 клас. Частина 2 [Текст]: підручник для загальноосвітніх навчальних закладів, рівень стандарту / І. Л. Володіна, В. В. Володін — Харків : Гімназія, 2010. — 319 с. — ISBN 978-966-474-111-5
- Інформатика. 10 клас. Частина 1 [Текст]: підручник для загальноосвітніх навчальних закладів, академічний рівень / І. Л. Володіна, В. В. Володін — Харків : Гімназія, 2010. — 351 с. — ISBN 978-966-474-117-7
- Інформатика. 10 клас. Частина 2 [Текст]: підручник для загальноосвітніх навчальних закладів, академічний рівень / І. Л. Володіна, В. В. Володін — Харків : Гімназія, 2010. — 367 с. — ISBN 978-966-474-118-4
- Інформатика. 10 клас [Текст]: універсальний комп'ютерний практикум / І. Л. Володіна, В. В. Володін — Харків : Гімназія, 2010. — 158 с. — ISBN 978-966-474-104-7
- Інформатика. 10 клас [Текст]: тренувальні тестові завдання, рівень стандарту / І. Л. Володіна, В. В. Володін — Харків : Гімназія, 2012. — 143 с. — ISBN 978-966-474-198-6
- Інформатика. 10 клас [Текст]: тренувальні тестові завдання, академічний рівень / І. Л. Володіна, В. В. Володін — Харків : Гімназія, 2012. — 128 с. — ISBN 978-966-474-197-9
- Інформатика. 11 клас. Частина 1 [Текст]: підручник для загальноосвітніх навчальних закладів, академічний рівень / І. Л. Володіна, В. В. Володін — Харків : Гімназія, 2011. — 399 с. — ISBN 978-966-474-168-9
- Інформатика. 11 клас. Частина 2 [Текст]: підручник для загальноосвітніх навчальних закладів, академічний рівень / І. Л. Володіна, В. В. Володін — Харків : Гімназія, 2011. — 367 с. — ISBN 978-966-474-169-6
- Інформатика. 11 клас. [Текст]: універсальний комп'ютерний практикум, академічний рівень / І. Л. Володіна, В. В. Володін — Харків : Гімназія, 2011. — 229 с. — ISBN 978-966-474-173-3